# Lac Curruhué
Le lac Curruhué ou Curruhué Grande est un lac d'Argentine d'origine glaciaire situé dans le département de Huilliches de la province de Neuquén, en Patagonie. 

## Géographie
Le lac est de type glaciaire et occupe une étroite vallée perpendiculaire à la cordillère des Andes. Il s'étend sur une longueur de 11,5 kilomètres.
La rive sud est longée par la route provinciale 62 qui mène à la frontière chilienne. Cette route constitue aussi la voie d'accès aux lacs Epulafquen et Carilafquén.
Le lac Curruhué se trouve entièrement au sein du parc national Lanín. 

## Émissaire
Son émissaire, le río Verde, se jette dans la laguna Verde (Neuquén) qui elle-même déverse ses eaux dans le lac Epulafquen.

## La forêt
Le lac Curruhué est entouré d'une fort belle et dense forêt andino-patagonique, où prédominent les peuplements de lengas (Nothofagus pumilio) et de coihués (Nothofagus dombeyi). Dans certains secteurs, on peut admirer des concentrations d'Araucaria araucana. 
La flore et la faune locales affichent un bon état de conservation. 
La route d'accès se trouvant en assez mauvais état, la zone est peu visitée, ce qui contribue à la protection du milieu naturel. Près du lac, il existe un camping, unique lieu de logement dans le secteur. Aux « Termas de Epulafquen », plus à l'ouest, il existe un hôtel.
On peut pratiquer la pêche sportive aux salmonidés.